# Tarczowiec madagaskarski
Tarczowiec madagaskarski (Zonosaurus madagascariensis) – gatunek jaszczurki z rodziny tarczowcowatych (Gerrhosauridae).

## Taksonomia
Gatunek ten został opisany przez Johna Edwarda Graya w 1831 roku pod nazwą Cicigna Madagascariensis. W 1887 roku George Albert Boulenger przeniósł go do nowo utworzonego przez siebie rodzaju Zonosaurus. Wyróżnia się dwa podgatunki: Z. madagascariensis madagascariensis i Z. madagascariensis insulanus.

## Zasięg występowania i środowisko
Zamieszkuje Madagaskar wraz z pobliskimi wysepkami oraz Seszele; podgatunek insulanus występuje na atolu Cosmoledo oraz na Grande Glorieuse wchodzącej w skład grupy wysepek Glorieuses.
Preferuje pobyt w lasach i zaroślach, choć przebywa też na otwartych terenach.

## Opis
Ma brązowe ubarwienie, z wyjątkiem głowy i brzucha, które są jasnobrązowe. Przez jego ciało biegną dwa jaśniejsze pasy (od głowy do ogona). Na ciele ma też mniejsze jasne plamy.

## Status zagrożenia i ochrona
W Czerwonej księdze gatunków zagrożonych Międzynarodowej Unii Ochrony Przyrody (IUCN) tarczowiec madagaskarski został zaliczony do kategorii LC (ang. least concern ‘najmniejszej troski’). Na Madagaskarze jest to gatunek szeroko rozprzestrzeniony i zazwyczaj pospolity. Występuje na licznych obszarach chronionych, w tym w Parku Narodowym Masoala.